# 香港特别行政区全国人民代表大会代表
香港特別行政區全國人民代表大會代表（簡稱港區全國人大代表）是指中華人民共和國全国人民代表大会內香港特別行政區代表，组成全国人民代表大会香港特别行政区代表团参与全国人大会议，港区人大佔全国人大代表的1.2%。
根據《香港基本法》，港区全国人大代表均須為香港居民中的中國公民。他們的另一職責是參與選舉行政長官（見選舉委員會）。目前每屆港區人大代表成員由上屆港區人大代表、港區全國政協及選舉委員會成員中的中國公民，根據全国人民代表大会訂立的當屆選舉辦法選出。
第一至八屆港區全國人大代表是由廣東省人民代表大會間接选举产生其中的香港人成員出任（見歷史）。

## 歷史
香港籍全國人大代表的歷史始於1954年第一届全国人民代表大会，此后直到八届均由出自广东省人民代表大会的代表担任。人数由一到三届全国人大（1954年至1975年）的两名代表到四到八届全国人大（1975年至1998年）的十到二十名代表左右。
香港回歸後，1998年第九届全国人民代表大会開始，香港全國人大代表才不再作為廣東省代表团的一部分，而以香港特別行政區代表團的身分參與全國人大。

## 選舉方式
組成香港特別行政區全國人民代表大會代表選舉會議，然後接受年滿18歲的香港居民中的中國公民報名參選、需要由10名以上選舉會議成員為其填寫候選人提名信始得登記為代表候選人，選舉會議成員亦可登記。最後再由選舉會議從代表候選人中選出36名正式代表。

### 歷屆選舉會議的組成
香港特別行政區第九屆全國人民代表大會代表選舉會議由《全國人民代表大會關於香港特別行政區第一屆政府和立法會產生辦法的決定》中規定的香港特別行政區第一屆政府推選委員會委員中的中國公民，以及不是推選委員會委員的香港特別行政區居民中的中國人民政治協商會議第八屆全國委員會委員和香港特別行政區臨時立法會議員中的中國公民組成，但本人提出不願參加的除外。
香港特別行政區第十屆全國人民代表大會代表選舉會議由參加過香港特別行政區第九屆全國人民代表大會代表選舉會議的人員，以及不是上述人員的香港特別行政區居民中的中國人民政治協商會議第九屆全國委員會委員和香港特別行政區第二任行政長官選舉委員會委員中的中國公民組成。但本人提出不願參加的除外。香港特別行政區行政長官為香港特別行政區第十屆全國人民代表大會代表選舉會議的成員。
香港特別行政區第十一屆全國人民代表大會代表選舉會議由參加過香港特別行政區第十屆全國人民代表大會代表選舉會議的人員，以及不是上述人員的香港特別行政區居民中的中國人民政治協商會議第十屆全國委員會委員和香港特別行政區第三任行政長官選舉委員會委員中的中國公民組成，但本人提出不願參加的除外。香港特別行政區行政長官為香港特別行政區第十一屆全國人民代表大會代表選舉會議的成員。
香港特別行政區第十二屆全國人民代表大會代表選舉會議由参加過香港特別行政區第十一屆全國人民代表大會代表選舉會議的人員，以及不是上述人員的香港特別行政區居民中的中國人民政治協商會議第十一屆全國委員會委員和香港特別行政區第四任行政長官選舉委員會委員中的中國公民組成，但本人提出不願參加的除外。香港特別行政區行政長官為香港特別行政區第十二屆全國人民代表大會代表選舉會議的成員。
简而言之，该选举会议的选民资格由参加过上一届港区人大代表选举会议的人员、上一届港区全国政协委员、本届港区行政长官本人及其选举委员会委员其中的中国公民所组成。
2022年3月，全國人民代表大會通過《中華人民共和國香港特別行政區選舉第十四屆全國人民代表大會代表的辦法》，選舉會議由現任香港特別行政區行政長官和選舉委員會委員中的中國公民組成，但本人提出不願參加的除外。上屆選舉會議成員不再自動成為下屆選舉會議成員，有關決定被指與「完善選舉制度」有關。

### 選舉工作
按照憲法第六十条規定，在每屆全國人大任期屆滿的兩個月以前，要完成下一屆全國人大代表的選舉，有關選舉由全國人大常委會主持。在每屆全國人大任期屆滿一年以前的3月，全國人大会通過關於下一屆全國人大代表名額、選舉程序的決定和办法——“中华人民共和国香港特别行政区选举第XX届全国人民代表大会代表的办法”，规定下一屆全國人大代表应於下一屆全國人大任期開始年份的1月選出。全國人大及其常委會對港區全國人大代表的選舉高度重視，從每屆全國人大任期屆滿前一年上半年開始，全國人大常委會即按照法律規定開始了有關選舉工作的各項準備。同年7月到九月，全國人大常委會辦公廳依照選舉辦法的規定，在香港向發放選舉會議成員登記表，征询他们是否可以并合格的参加选举会议並接受登記；8月到10月，全國人大常委會会根据符合选民资格并同意参加的代表通過香港特別行政區下一屆全國人民代表大會代表選舉會議成員名單並予以公布，選舉會議宣告成立。11月，選舉會議正式開始工作。
根據選舉辦法的規定，選舉會議的工作大致分为三個階段：
第一階段，召開選舉會議第一次全體會議。按照惯例，全国人大常务委员会副委员长兼秘书长（该职务在惯例上负责选举港区全国人大代表的工作）会主持第一次全体会议，并推選若干名選舉會議成員組成主席團，此後的選舉會議將由主席團主持。主席团主要职责包括：确定选举日期；确定代表候选人的提名时间；公布代表候选人名单；提出总监票人和监票人的人选，由选举会议通过；宣布选举结果；接受与选举代表有关的投诉，转报全国人大常委会代表资格审查委员会处理等。
随后主席團召開第一次會議，從主席團成員中推選常務主席1人，此後的主席團會議將由常務主席主持。按照惯例常务主席由時任港区行政长官出任。主席团会议会确定港区人大代表候选人的提名时间（一般来说在11月到12月）以及主席团新闻发言人。
第二階段，選舉會議成員依法提名“代表候選人”并确认“正式代表候选人”。候选人需要由选举会议成员十人以上联名提出，且每名选举会议成员参加联名提出的代表候选人不得超过三十六名。因此在港区人大代表候选人的提名时间前，有意参选者需领取、填写、送还参选人登记表并附加十名以上选举会议成员的提名信以获得参选资格从而成为代表候选人。提名期後主席團召開第二次會議，匯總並公布代表候選人名單和簡介，將候選人名單及其簡介印發選舉會議全體成員。
過往若代表候选人数较多时则进行预选，得票较多者成为“正式代表候选人”。从第九屆开始至今，由于选举港区人大代表时必须按照差额选举的原则，即候选人数量必须比应选名额多五分之一至二分之一的差额比例。若候选人数超过二分之一的比例，均須通過預選才能成為正式候選人，2002年第十届港区全国人大代表选举中，港区共有78名代表候选人，多于应选港区全国人大代表的二分之一，最终预选出54名“正式代表候选人”。
第三階段，召開選舉會議第二次全體會議，確定一名總監票人和若干名監票人。進行投票選舉，选举采用全票制，选举会议成员可以投出最多共计三十六票给不同正式代表候选人的选票（投出小于三十六票的选票依然有效）。投票结束后，总监票人向选举会议主席团报告计票结果。主席團召開第三次會議，決定發布選舉結果的公告，並向全國人大常委會代表資格審查委員會報送關於選舉結果的報告。一般来说，如果没有平票，获得最多得票的36名正式代表候选人成为港區全國人大代表，而在这之后的落选者若获得不少于选票總數的三分之一则依然可以成为后补代表。
第二階段和第三階段的具體安排，將在主席團產生後，由主席團研究決定，並發布公告。
全國人大常委會將根據代表資格審查委員會提出的報告，確認代表資格，公布代表名單。

## 歷屆港區全國人大代表
全国人民代表大会广东省代表团香港籍代表
| 选举 | 届次   | 代表 | 名额 |
| ---- | ------ | --- | ---- |
| 1954 | 第一屆 | 徐四民、張振南 | 2    |
| 1959 | 第二屆 | 莊世平、鄭鐵如 | 2    |
| 1964 | 第三屆 | 莊世平、鄭鐵如 | 2    |
| 1975 | 第四屆 | 李菊生、鄭鐵如（當選後去世）、費彝民、王寬誠、湯秉達、莊世平、李崧、石慧、吳康民、楊光、郭添海、蘇友、張泉、黃燕芳、郭增愷（補選） | 14   |
| 1978 | 第五屆 | 李菊生、費彝民、王寬誠、湯秉達、莊世平、李崧、石慧、吳康民、楊光、陸達兼、蘇友、張泉、黃燕芳、郭增愷、胡九、方善桂 | 16   |
| 1983 | 第六屆 | 方善桂、石慧、莊世平、湯秉達、李菊生、吳康民、陸達兼、費彝民、楊光、黃燕芳、唐治安、秦暉、陳植桂、李連生、陳紘、梁燊 | 16   |
| 1988 | 第七屆 | 方善桂、汪明荃、李連生、吳康民、陳有慶、陳紘、許家屯（罷免）、湯秉達、霍英東、徐是雄、唐治安、陸達兼、黃光漢、廖瑤珠、張建華、費彝民（任內去世）、鄭耀棠、曾德成（補選）、曾憲梓（補選）、周南（補選）                                 | 16   |
| 1993 | 第八届 | 王敏剛、李連生、李偉庭、李澤添、吳康民、何耀棣、汪明荃、周南、唐治安、韋基舜、陸達兼、陸達權、徐是雄、陳永棋、陳有慶、陳紘、黃光漢、黃建立、黃滌岩、梁愛詩、曾德成、曾憲梓、蔡渭衡、廖瑤珠（任內去世）、鄭耀棠、薛鳳旋、霍英東、簡福飴 | 28   |

全国人民代表大会香港特别行政区代表团
| 选举 | 届次     | 代表 | 名额 |
| ---- | -------- | --- | ---- |
| 1998 | 第九屆   | 马力、王英伟、王敏刚、卢重兴、邬维庸、刘佩琼、李伟庭、李连生、李泽添、李宗德、李鹏飞、杨耀忠、吴康民、吴清辉、陆达兼、陈永棋、陈有庆、范徐丽泰、罗叔清、郑耀棠、姜恩柱、费斐、袁武、倪少杰、黄光汉、黄宜弘、黄保欣、曹宏威、廖烈科（1998年離世，其議席由梁秉中補上）、释智慧、曾宪梓、曾德成、温嘉旋、简福饴、谭惠珠、薛凤旋                                                                                      | 36   |
| 2003 | 第十屆   | 马力、马逢国、王如登、王英伟、王敏刚、叶国谦、朱幼麟、邬维庸、刘佩琼（女）、刘柔芬（女）、李连生、李泽添、李宗德、李鹏飞、杨耀忠、吴亮星、吴康民、吴清辉、陈有庆、范徐丽泰（女）、林广兆、罗叔清、郑耀棠、费斐（女）、袁武、高祀仁、高宝龄（女）、黄国健、黄宜弘、曹宏威、释智慧、曾宪梓、曾德成、温嘉旋、简福饴、谭惠珠（女）、薛凤旋。                                                                          | 36   |
| 2008 | 第十一屆 | 马逢国、马豪辉、王如登、王英伟、王敏刚、卢瑞安、叶国谦、田北辰、史美伦（女）、刘佩琼（女）、刘柔芬 （女）、刘健仪（女）、李宗德、杨耀忠、吴亮星、吴清辉、何钟泰、陈智思、范徐丽泰（女）、林顺潮、罗范椒芬（女）、罗叔清、郑耀棠、费斐（女）、袁武、高宝龄（女）、黄玉山、黄国健、曹宏威、梁秉中、温嘉旋、雷添良、蔡素玉（女）、廖长江、谭惠珠（女）、霍震寰                                                       | 36   |
| 2013 | 第十二屆 | 马逢国、马豪辉、王庭聪、王敏刚、卢瑞安、叶国谦、田北辰、史美伦（女）、刘佩琼（女）、刘柔芬（女）、刘健仪（女）、李少光、李引泉、杨耀忠、吴秋北、吴亮星、张明敏、张铁夫、陈勇、陈振彬、陈智思、范徐丽泰（女）、林顺潮、罗范椒芬（女）、郑耀棠、胡晓明、姚祖辉、黄友嘉、黄玉山、雷添良、蔡素玉（女）、蔡毅、廖长江、谭惠珠（女）、颜宝铃（女）、霍震寰                                                              | 36   |
| 2018 | 第十三屆 | 马逢国、马豪辉、王庭聪、王敏刚 (2019年3月11日去世，其席位由陳曉峰遞補)、卢瑞安、叶国谦、田北辰、邝美云（女）、朱叶玉如（女）、李引泉、李应生、李君豪、吴秋北、吴亮星、张俊勇 (自2019年12月28日起辭任，其席位由黃均瑜遞補)、陈亨利、陈勇、陈振彬、陈曼琪（女）、陈智思、林龙安、林顺潮、郑耀棠、胡晓明、洪为民、姚祖辉、黄友嘉、黄玉山、雷添良、蔡素玉（女）、蔡毅、廖长江、谭志源、谭耀宗、颜宝铃（女）、霍震寰。 | 36   |
| 2023 | 第十四屆 | 文穎怡、朱立威、朱葉玉如、吳永嘉、吳秋北、李引泉、李聖潑、李慧、李應生、沈豪傑、林至穎、林順潮、姚祖輝、胡曉明、凌友詩、孫偉勇、徐莉、馬逢國、梁美芬、陳帆、陳勇、陳仲尼、陳振英、陳振彬、陳曼琪、陈晓峰、黃冰芬、黃英豪、黃錦良、楊德斌、雷添良、樓家強、蔡毅、霍啟剛、鄺美雲 | 36   |

### 歷屆港區全國人大常委
- 第五屆：费彝民（1980年五届全国人大三次会议补选）
- 第六屆：费彝民
- 第七屆：霍英东、许家屯（1991年撤销职务）、周南（1991年七届全国人大四次会议补选）
- 第八屆：周南、曾憲梓（1994年八届全国人大二次会议补选）
- 第九屆：曾憲梓
- 第十屆：曾憲梓
- 第十一屆：范徐麗泰
- 第十二屆：范徐麗泰
- 第十三屆：谭耀宗
- 第十四屆：李慧琼

## 外部連結
- 香港全国人大代表